# 140
سنة 140 م (بالأرقام الرومانية: CXL) كانت سنة كبيسة تبدأ يوم الخميس (الرابط يظهر نموذج الجدول الزمني الكامل للسنة) من التقويم اليولياني. بدأت تسمية السنة ب140 منذ العصور الوسطى المبكرة، عندما أصبح تقويم أنو دوميني هو الأسلوب السائد في أوروبا لتسمية السنوات.

## مواليد
- سليمان بن حرب

## وفيات
- فوستينا الكبرى
- منيلاوس الإسكندري